# Ringin Agung
Ringin Agung is een bestuurslaag in het regentschap Musi Banyuasin van de provincie Zuid-Sumatra, Indonesië. Ringin Agung telt 1282 inwoners (volkstelling 2010).